# Jean-Baptiste Maurat Ballange
Jean-Baptiste Maurat Ballange, né le 13 mars 1796 à La Croix (Haute-Vienne) et mort le 24 juin 1868 à Bellac, est un homme politique français. Avocat à Bellac et conseiller général de la Haute-Vienne, il est élu député en 1839 et sera réélu successivement jusqu'en 1848. Il fut également préfet de la Haute-Vienne. Son fils Frédéric épousa la fille du ministre Charles Gilbert Tourret. Jean-Baptiste Maurat Ballange est décédé à Bellac le 24 juin 1868.

## Sources
- « Jean-Baptiste Maurat Ballange », dans Adolphe Robert et Gaston Cougny, Dictionnaire des parlementaires français, Edgar Bourloton, 1889-1891 [détail de l’édition]